# 霍勒贝克
霍勒贝克（荷蘭語：Horebeke，荷蘭語發音：[ˈɦoːrəbeːkə]）是比利时弗拉芒大區东佛兰德省奧德納爾德區的一个市镇，通行荷蘭語，是弗拉芒社群的一部分，面积11.25平方千米，人口2,048人（2018年1月1日）。